# Земљотрес код Драча 2019.
Земљотрес код Драча 2019. био је земљотрес магнитуде 6,4 који се догодио око 30 километара западно од Тиране, то јест 7 километара северно од Драча у Албанији. Главни потрес био је у 3.54 часова по локалном времену, 26. новембра 2019. године. Епицентар земљотреса био је у ширем подручју села Тумана, а хипоцентар на дубини од 20 километара. У земљотресу је страдало 51 особа и 3000 људи је повређено.

## Одлике
Земљотрес је последица сеизмичких активности у зони конвергенције између Евроазијске плоче и мале Јадранске микроплоче. Наиме, Јадранска плоча креће у правцу север-северозапад и судара се са Евроазијском, те на месту судара долази до подвлачења. Околина Драча лежи у Перијадранској низији, сеизмичкој зони која обухвата простор западне приморске Албаније. У овој зони доминирају пост-плиоценске косе навлаке.

## Последице
Као последица земљотреса у Драчу и околини настрадало је 51 особа, а 3000 људи је повређено. Након главног потреса околину Драча погодило је преко 400 мањих потреса, такозваних афтершокова. Током ноћи између 27. и 28. новембра два јача потреса догодила су се у околини Драча, магнитуде 4,2 и 4,7. Најјачи накнадни потрес био је магнитуде 5.1, а догодио се у 10.52 часа по локалном времену, 28. новембра.
Главни потрес као и они слабији земљотреси осетили су се осим у Албанији и у осталим земљама региона — Црној Гори, Северној Македонији, Хрватској, Босни и Херцеговини и деловима Србије.

## Штета
Земљотрес је начинио велику материјалну штету, највише у селу Тумане, као и у градовима Драчу и Тирани. Више хиљада људи остало је без крова над главом, а за њим су обезбеђени привремени смештаји у школама, хотелима и спортским објектима.
| Место  | Оштећени објекти | Уништени објекти |
| ------ | ---------------- | ---------------- |
| Тирана | 239              | 15               |
| Драч   | 701              | 12               |
| Тумане | 200+             | 200+             |
| Укупно | 1140+            | 227+             |